# Zamek w Wojnowicach
Zamek w Wojnowicach (niem. Schloss Wohnwitz) – zabytkowy zamek na wodzie w Wojnowicach, w województwie dolnośląskim, w powiecie średzkim, w gminie Miękinia, około 25 km od Wrocławia.
Gotycko-renesansowa obronna siedziba rycerska. Jeden z nielicznych tego typu zamków w Polsce.

## Historia

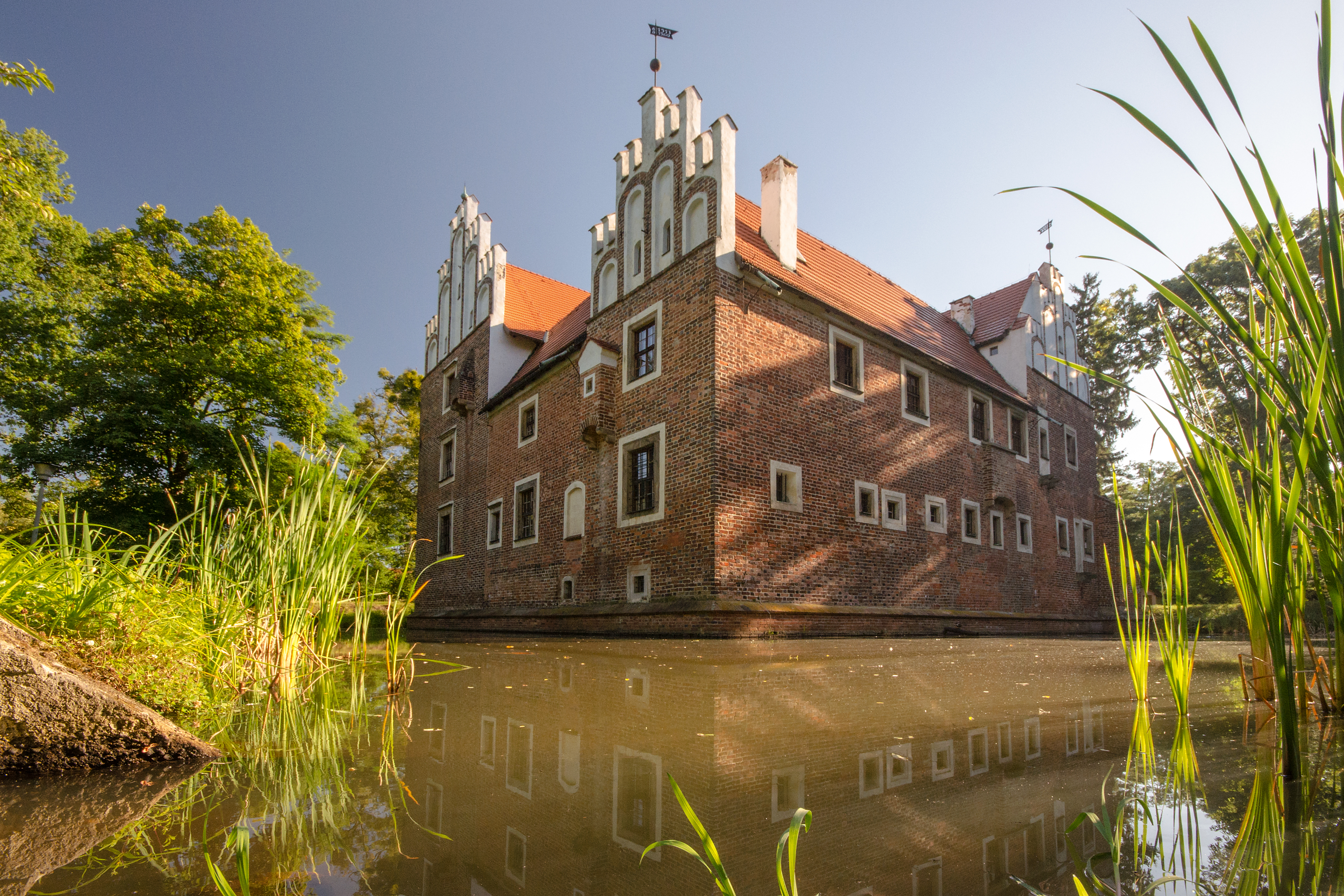
Zamek

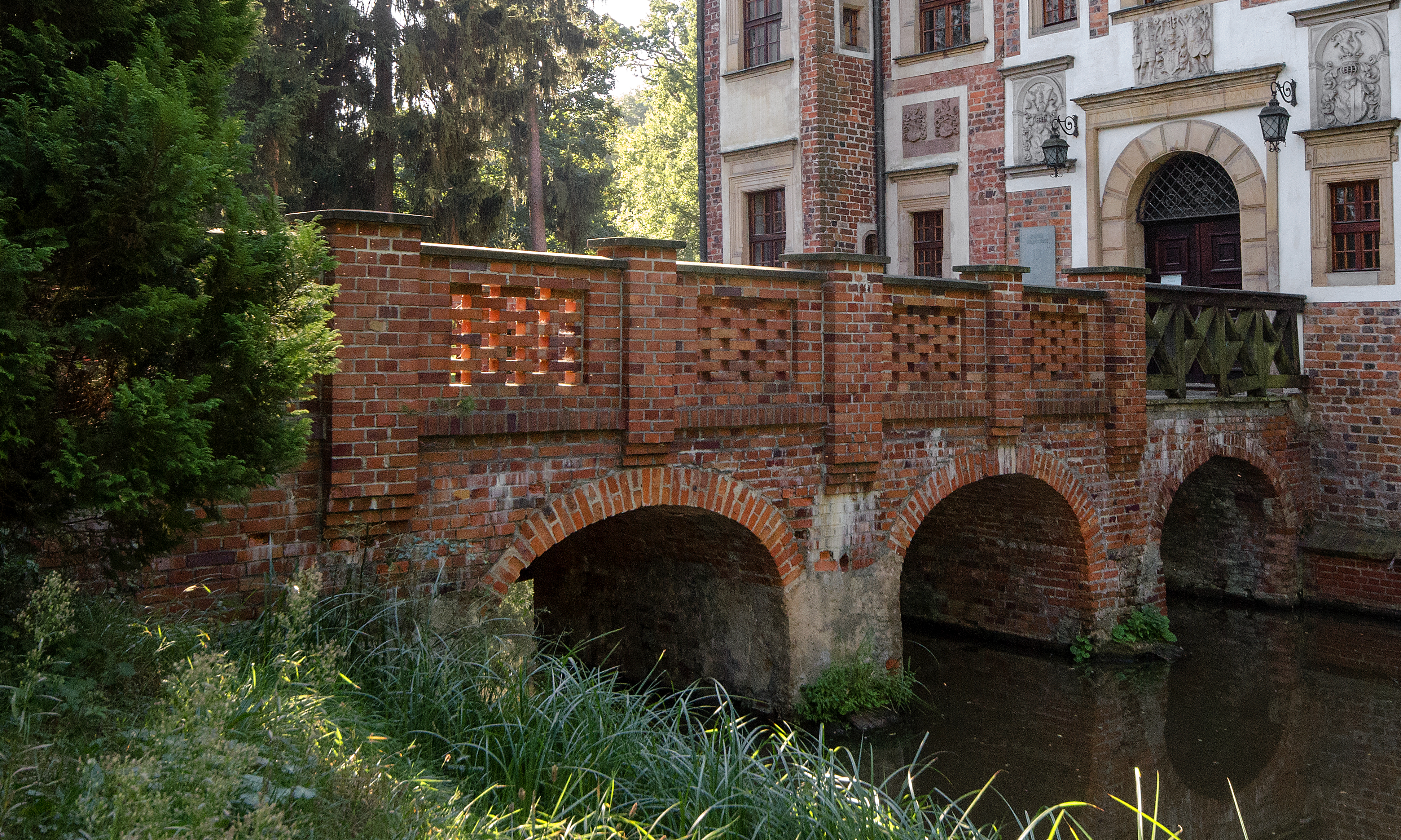
Most

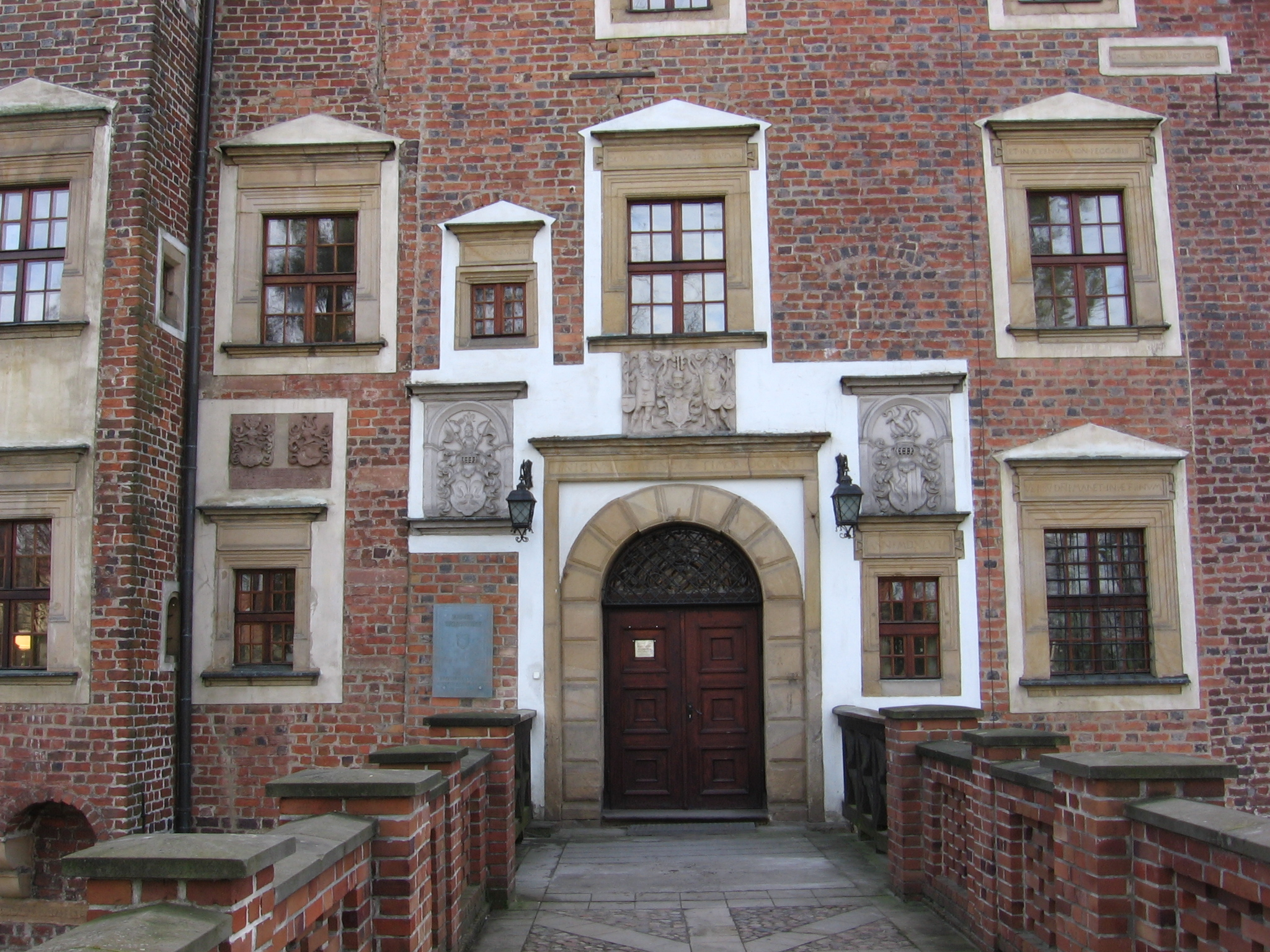
Portal z herbami

Wojnowice występują w źródłach od XIII w. jako majątek, później istniał tu folwark. Początki zamku datuje się na XIV wiek (Johann Skopp). W XV w. należał do różnych rodów śląskich, m.in. von Schellendorf oraz von Krickov. W 1522 r. kupił go znany poeta Achatius Haunold, sprzedając go dwa lata później wrocławskiemu mieszczaninowi Niklasowi (Mikołajowi) von Schebitz, żonatemu z Ursulą von Kromayer. Nowy właściciel w latach 1515–1530 rozpoczął wyburzanie zamku z myślą o przebudowie go w nowoczesnym stylu. Po jego śmierci w 1537 r. nowym właścicielem została Lukrecja Boner (z domu Huber), żona Jakuba Bonera. Dla niej Jakub przekształcił zamek w modną renesansową rezydencję. Po jego śmierci Lukrecja wyszła ponownie za mąż za Andreasa Hertwiga (zm. 1575), radcę Królewskiej Śląskiej Komory Fiskalnej i ziemianina. On to kontynuował dzieło swego poprzednika. W roku 1576 Wojnowice powróciły na krótko w ręce rodu von Schebitz. Szesnaście lat później zostały odkupione przez synów Jakuba Bonera (Jakuba i Sebalda) od Fryderyka von Schebitz. Następnie rezydencja często przechodziła z rąk do rąk różnych mieszczańskich rodów śląskich. Ostatnim właścicielem prywatnym w latach 1940–1945 była rodzina von Livonius. Niewielkie przebudowy w tym czasie, według projektu Augusta Wilhelma Hogrevego, nie zmieniły jego formy, dopiero II wojna światowa spowodowała zniszczenia.
W latach 1961–1984 wykonano na zamku prace restauracyjne. Od 7 czerwca 2014 r. właścicielem zamku jest Kolegium Europy Wschodniej im. Jana Nowaka-Jeziorańskiego we Wrocławiu, które otrzymało zamek w darze od Ministerstwa Skarbu. Od 21 marca 2015 r. zamek jest otwarty dla turystów. Mieszczą się w nim: restauracja, sale konferencyjne, pokoje hotelowe oraz biura fundacji Kolegium Europy Wschodniej im. Jana Nowaka-Jeziorańskiego.

## Architektura
Wojnowiecki zamek jest budowlą o wyjątkowych walorach architektonicznych, malowniczej bryle, ściśle związaną z kulturą późnośredniowiecznego Wrocławia. Powstał na planie prostokąta o wymiarach około 22 × 24 m, pierwotnie w układzie podkowiastym, od pierwszej połowy XVI w. jako czteroskrzydłowe założenie z wewnętrznym dziedzińcem. Otoczony został fosą z ceglanym mostem od strony północnej, który powstał w miejscu mostu zwodzonego. Jako budulca użyto cegły, jedynie detale architektoniczne wykuto z piaskowca: obramienia okien i renesansowy portal z herbami: Polikseny de Corona (L), trzymanym przez halabardzistę, żony Andreasa Hertwiga (1513-1575, Ś), jego matki Magdaleny Scholtz von Rosenthal (P), trzymanym przez halabardzistę, oraz sentencją w j. łac.  na belce o treści:

INICIVM SAPIENCIÆ TIMOR DOMINI
(Początkiem mądrości jest bojaźń Pana)

Po lewej stronie portalu znajduje się płycina z herbem Jakuba Bonera, dalej kolejna płycina z herbami: Mikołaja von Schebitz i Ursuli von Kromayer i sentencją w dwóch wersach, pierwszy: niem. IACOB BONER BAVET MICH (Jakub Boner mnie zbudował); drugi nieczytelny (zniszczony). Natomiast po prawej stronie portalu jest płycina z herbem Lukrecji Huber, żony Jakuba. Przy bramie stoi się smukła wieżyczka zwieńczona obecnie krenelażem, natomiast skrzydła zamku mają schodkowe szczyty. Dziedziniec, w którym umieszczono studnię, w przyziemiu otoczony jest arkadami. Od strony wschodniej zachowały się wykusze latrynowe.

## Galeria

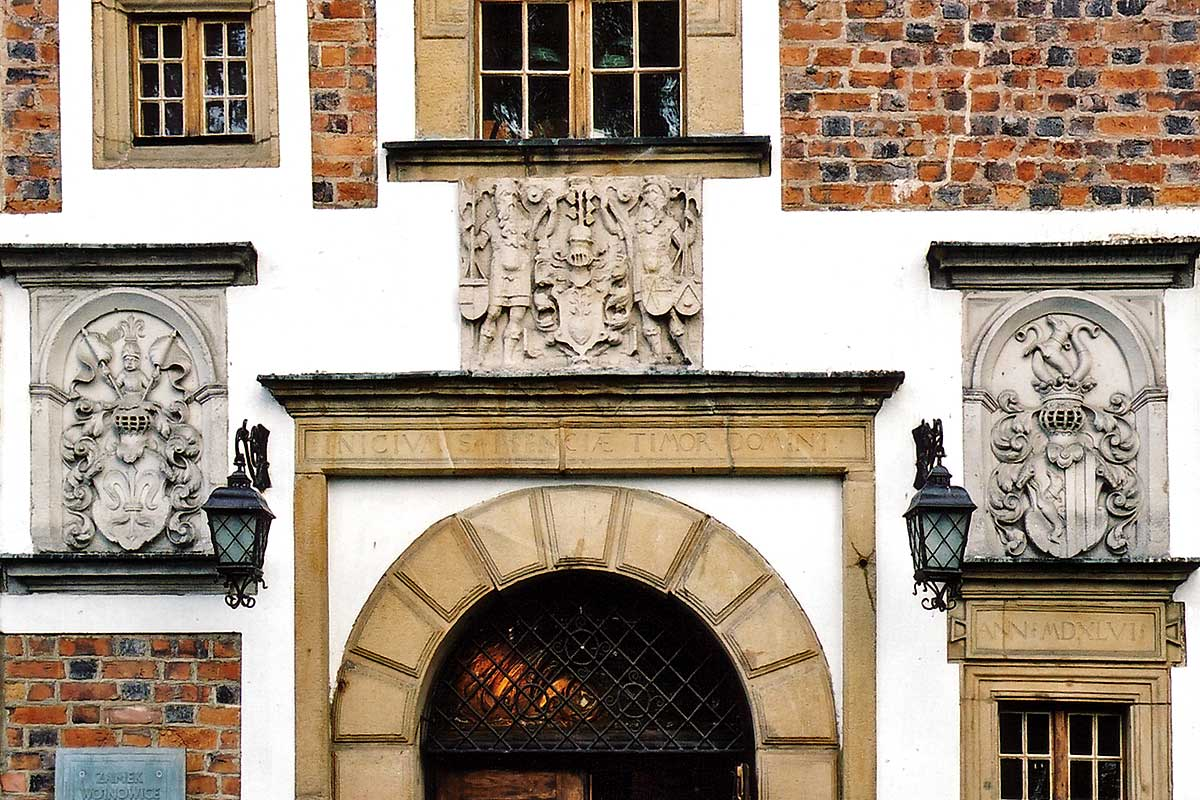
Herby: Boner (L), Hertwig (Ś) Huber (P)
Herb Jakuba Bonera (L)
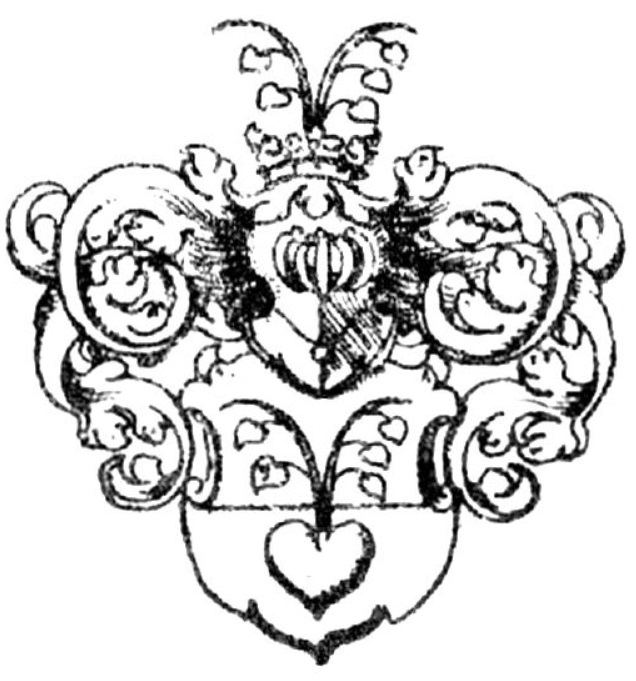
Herb Andreasa Hertwiga
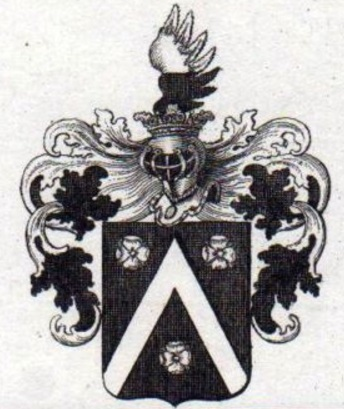
Herb Magdaleny von Rosenthal
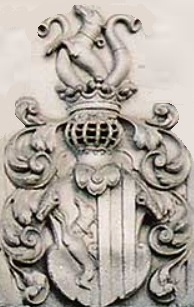
Herb Lukrecji Huber (P)
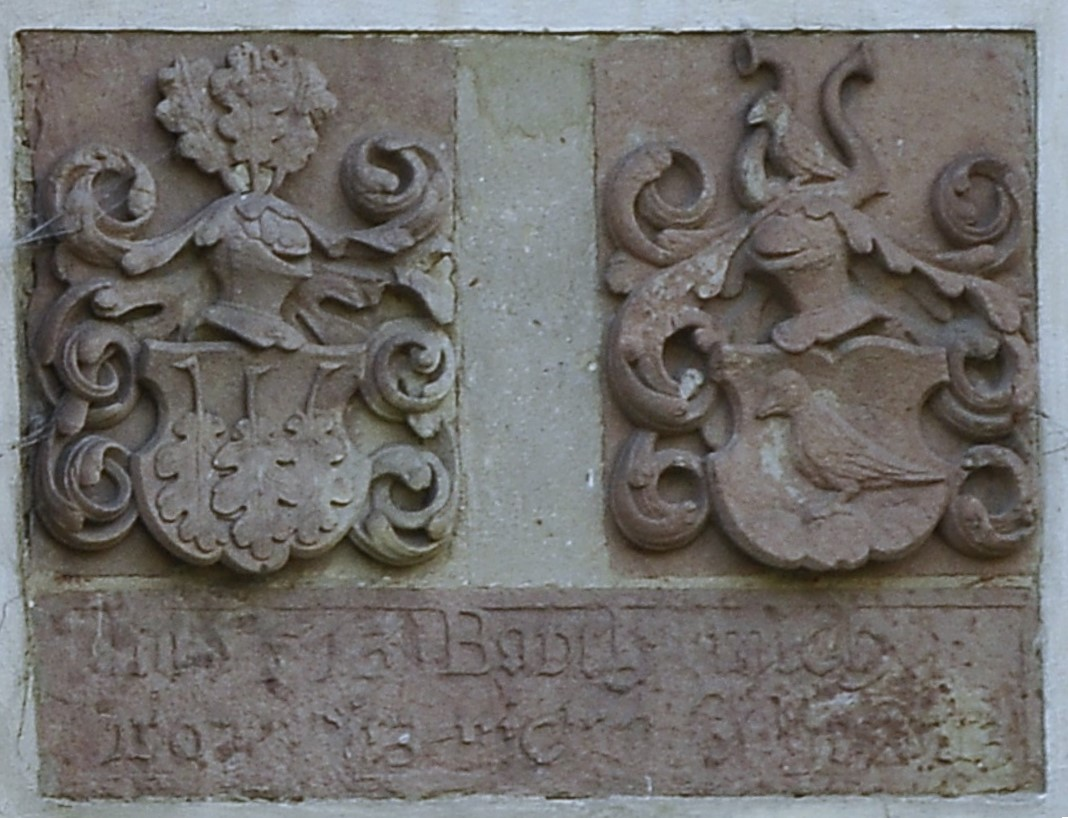
Herby M. Schebitz i Ursuli Kromayer
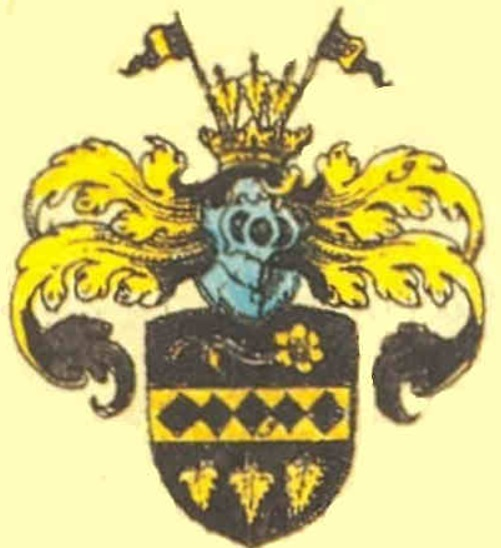
Herb Mikołaja Schebitza
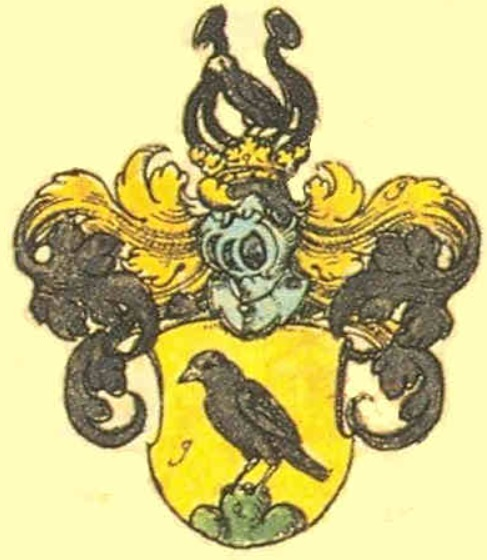
Herb Ursuli Kromayer